# Discografia de Scarface
Esta é a discografia do rapper americano Scarface.

## Álbuns de estúdio
| Título                    | Detalhes do álbum                                                                                       | Melhores posições nas paradas | Melhores posições nas paradas | Certificações   | Vendas    |
| Título                    | Detalhes do álbum                                                                                       | EUA                           | EUA R&B                       | Certificações   | Vendas    |
| ------------------------- | --- | ----------------------------- | ----------------------------- | --------------- | --------- |
| Mr. Scarface Is Back      | - Lançado: 3 de Outubro de 1991 - Gravadora: Rap-a-Lot - Formato: CD, cassette, digital download, LP    | 51                            | 13                            | - RIAA: Ouro    | 662,413   |
| The World Is Yours        | - Lançado: 17 de Agosto de 1993 - Gravadora: Rap-a-Lot - Formato: CD, cassette, digital download, LP    | 7                             | 1                             | - RIAA: Ouro    | 774,956   |
| The Diary                 | - Lançado: 18 de Outubro de 1994 - Gravadora: Rap-a-Lot - Formato: CD, cassette, digital download, LP   | 2                             | 2                             | - RIAA: Platina | 1,446,443 |
| The Untouchable           | - Lançado: 11 de Março de 1997 - Gravadora: Rap-a-Lot - Formato: CD, cassette, digital download, LP     | 1                             | 1                             | - RIAA: Platina | 1,157,481 |
| My Homies                 | - Lançado: 24 de Fevereiro de 1998 - Gravadora: Rap-a-Lot - Formato: CD, cassette, digital download, LP | 4                             | 1                             | - RIAA: Platina | 722,886   |
| The Last of a Dying Breed | - Lançado: 3 de Outubro de 2000 - Gravadora: Rap-a-Lot - Formato: CD, cassette, digital download, LP    | 7                             | 2                             | - RIAA: Ouro    | 671,163   |
| The Fix                   | - Lançado: 6 de Agosto de 2002 - Gravadora: Def Jam South - Formato: CD, digital download, LP           | 4                             | 1                             |                 | 614,177   |
| Balls and My Word         | - Lançado: 8 de Abril de 2003 - Gravadora: Rap-a-Lot - Formato: CD, digital download                    | 20                            | 3                             |                 | 232,316   |
| My Homies Part 2          | - Lançado: 7 de Março 2006 - Gravadora: Rap-a-Lot - Formato: CD, digital download                       | 12                            | 3                             |                 | 169,233   |
| Made                      | - Lançado: 4 de Dezembro de 2007 - Gravadora: Rap-a-Lot - Formato: CD, digital download                 | 17                            | 2                             |                 | 192,802   |
| Emeritus                  | - Lançado: 2 de Dezembro de 2008 - Gravadora: Rap-a-Lot - Formato: CD, digital download                 | 24                            | 4                             |                 | 145,667   |

## Coletâneas
| Ano  | Título                                                                     | Posições nas paradas | Posições nas paradas | Posições nas paradas |
| Ano  | Título                                                                     | U.S.                 | U.S. R&B             |                      |
| ---- | -------------------------------------------------------------------------- | -------------------- | -------------------- | -------------------- |
| 2002 | Greatest Hits - Lançado: 22 de Outubro de 2002 - Gravadora: Rap-a-Lot      | 40                   | 10                   |                      |
| 2008 | The Best of Scarface - Lançado: 22 de Abril de 2008 - Gravadora: Rap-a-Lot | 121                  | 16                   |                      |

## Mixtapes
| Ano  | Título        | Posições nas paradas |
|      |               | U.S. R&B             |
| 2010 | Dopeman Music | 50                   |

## Colaborações
| Ano  | Título                                                         | Posições nas paradas | Posições nas paradas | Posições nas paradas |
| Ano  | Título                                                         | U.S. Hot 100         | U.S. R&B             |                      |
| ---- | -------------------------------------------------------------- | -------------------- | -------------------- | -------------------- |
| 2006 | One Hunid - Lançado: 21 de Fevereiro de 2006 - Gravadora: Koch | 78                   | 14                   |                      |

## Singles
| Ano  | Single                                                          | Posições nas paradas | Posições nas paradas | Posições nas paradas | Posições nas paradas | Álbum                     |
| Ano  | Single                                                          | U.S. Hot 100         | U.S. R&B             | U.S. Rap             | UK                   | Álbum                     |
| ---- | --------------------------------------------------------------- | -------------------- | -------------------- | -------------------- | -------------------- | ------------------------- |
| 1991 | "Mr. Scarface"                                                  | –                    | –                    | 8                    |                      | Mr. Scarface Is Back      |
| 1991 | "A Minute to Pray and a Second to Die"                          | –                    | 69                   | 13                   |                      | Mr. Scarface Is Back      |
| 1993 | "Let Me Roll"                                                   | 87                   | 50                   | 2                    |                      | The World Is Yours        |
| 1993 | "Now I Feel Ya"                                                 | –                    | 79                   | 19                   |                      | The World Is Yours        |
| 1994 | "Hand of the Dead Body" (featuring Ice Cube and Devin the Dude) | 74                   | 39                   | 9                    | 41                   | The Diary                 |
| 1994 | "I Seen a Man Die"                                              | 37                   | 15                   | 2                    | 55                   | The Diary                 |
| 1995 | "Among the Walking Dead" (featuring Facemob)                    | –                    | 91                   | 14                   |                      | The Walking Dead          |
| 1997 | "Smile" (featuring Tupac Shakur and Johnny P)                   | 12                   | 4                    | 2                    |                      | The Untouchable           |
| 1997 | "Mary Jane"                                                     | –                    | –                    | –                    | –                    | The Untouchable           |
| 1997 | "Game Over" (featuring Dr. Dre, Ice Cube and Too Short)         | –                    | –                    | –                    | 34                   | The Untouchable           |
| 2000 | "It Ain't, Pt. 2"                                               | –                    | 77                   | –                    |                      | The Last of a Dying Breed |
| 2002 | "Guess Who's Back" (featuring Jay-Z and Beanie Sigel)           | 79                   | 18                   | 5                    |                      | The Fix                   |
| 2002 | "My Block"                                                      | –                    | 46                   | –                    |                      | The Fix                   |
| 2007 | "Girl You Know" (featuring Trey Songz)                          | –                    | 51                   | –                    |                      | Made                      |
| 2008 | "High Powered"                                                  | –                    | 90                   | –                    |                      | Emeritus                  |

## References
1. 1 2 3 4 5 6  «RIAA – Searchable Database: Scarface». Recording Industry Association of America. Consultado em 14 de março de 2012